# 中國科學發展研究院
中國科學發展研究院是廣州一家打着「科學發展」名義而進行層壓式會籍銷售業務的虛假學術組織。「中國科學發展研究院」的屬下有中國科學發展網、中國科學發展學會，現任秘書長是鄧獻忠。它表面上似是一家國家級科研單位，但實際上只是一家在香港以2600元港幣註冊的空殼公司，登記地址是旺角荔枝角道105號德仁大廈的一個小單位。
根據《am730》轉載《南方都市報》的報道，一位名叫劉樹家的香港居民曾被這個機構騙取5000元作為成為研究院專家的「評審費」，並獲得一張評審證書。其後，劉先生被要求向其他人推銷每人一千多元的會籍，合共被騙取14萬元人民幣。而加入的會員其後發現有關機構並未有兌現起初承諾會舉辦的論壇及講座，因而在追查的過程揭發騙局。然而，由於事件涉及一家在香港註冊的公司在中國大陸的不法經營，不論是香港還是廣州的相關機構都以事件涉及境外機構或運作而不能越境執法，使機構到現在仍然逍遙法外。